# Gibbula megamagus
Gibbula megamagus is een uitgestorven slakkensoort uit de familie van de Trochidae. De wetenschappelijke naam van de soort is voor het eerst geldig gepubliceerd in 1918 door Cossmann.